# Zadolina
Zadolina (ukr. Задолина) – wieś na Ukrainie w rejonie kowelskim, w obwodzie wołyńskim. Wieś powstała po II wojnie światowej.
Do 2020 w rejonie ratnieńskim.